# 1606 a tudományban
Az 1606. év a tudományban és a technikában.

## Felfedezések
- Pedro Fernández de Quirós felfedezi Vanuatut (akkori nevén Australia del Espiritu Santo).
- Luis Váez de Torres az első európai, aki keresztülhajózik a Torres-szoroson.

## Fizika
- Galileo Galilei feltalálja a hőmérőt.

## Halálozások
- november 13. – Geronimo Mercuriali orvos (* 1530)